# Sommer-Universiade 2013/Badminton
Die Badmintonwettbewerbe der Sommer-Universiade 2013 fanden vom 5. bis zum 11. Juli 2013 in der Tennisakademie in Kasan statt.

## Medaillengewinner
| Disziplin    | Gold | Silber | Bronze |
| ------------ | --- | --- | --- |
| Herreneinzel | Tanongsak Saensomboonsuk | Gao Huan | Iskandar Zulkarnain Zainuddin |
| Herreneinzel | Tanongsak Saensomboonsuk | Gao Huan | Chou Tien-chen |
| Dameneinzel  | Sung Ji-hyun | Tai Tzu-ying | Yao Xue |
| Dameneinzel  | Sung Ji-hyun | Tai Tzu-ying | Porntip Buranaprasertsuk |
| Herrendoppel | Südkorea Ko Sung-hyun Lee Yong-dae | Russland Vladimir Ivanov Ivan Sozonov                                                                                             | Südkorea Hong Ji-hoon Kim Gi-jung |
| Herrendoppel | Südkorea Ko Sung-hyun Lee Yong-dae | Russland Vladimir Ivanov Ivan Sozonov                                                                                             | Malaysia Loh Wei Sheng Jagdish Singh |
| Damendoppel  | Südkorea Chang Ye-na Kim So-young | Volksrepublik China Luo Yu Tian Qing                                                                                              | Südkorea Lee So-hee Shin Seung-chan |
| Damendoppel  | Südkorea Chang Ye-na Kim So-young | Volksrepublik China Luo Yu Tian Qing                                                                                              | Malaysia Chow Mei Kuan Lee Meng Yean |
| Mixed        | Südkorea Kim Gi-jung Kim So-young | Volksrepublik China Liu Cheng Tian Qing                                                                                           | Russland Vladimir Ivanov Nina Vislova |
| Mixed        | Südkorea Kim Gi-jung Kim So-young | Volksrepublik China Liu Cheng Tian Qing                                                                                           | Chinesisch Taipeh Chen Hung-ling Wang Pei-rong |
| Mannschaft   | Südkorea Chang Ye-na Hong Ji-hoon Kim Gi-jung Kim Min-gi Kim So-young Ko Sung-hyun Lee So-hee Lee Yong-dae Shin Seung-chan Sung Ji-hyun | Volksrepublik China Chen Luoxun Chen Xi Gao Huan Li Gen Liu Cheng Luo Yu Sun Yu Suo Di Tian Houwei Tian Qing Yao Xue Zhang Zhijun | Thailand Savitree Amitrapai Akarawin Apisuk Inkarat Apisuk Pacharakamol Arkornsakul Porntip Buranaprasertsuk Chanida Julrattanamanee Suwat Phaisansomsuk Pisit Poodchalat Rawinda Prajongjai Tanongsak Saensomboonsuk Pijtjan Wangpaiboonkij Sermsin Wongyaprom |
| Mannschaft   | Südkorea Chang Ye-na Hong Ji-hoon Kim Gi-jung Kim Min-gi Kim So-young Ko Sung-hyun Lee So-hee Lee Yong-dae Shin Seung-chan Sung Ji-hyun | Volksrepublik China Chen Luoxun Chen Xi Gao Huan Li Gen Liu Cheng Luo Yu Sun Yu Suo Di Tian Houwei Tian Qing Yao Xue Zhang Zhijun | Chinesisch Taipeh Chen Hung-ling Chiang Kai-hsin Chou Tien-chen Kuo Yu-wen Lin Yen-ju Lu Chia-bin Pai Hsiao-ma Tai Tzu-ying Tsai Pei-ling Wang Chih-hao Wang Pei-rong Yang Chih-hsun                                                                            |

## Medaillenspiegel
| Rang   | Land                | Gold | Silber | Bronze | Gesamt |
| ------ | ------------------- | ---- | ------ | ------ | ------ |
| 1      | Südkorea            | 5    | 0      | 2      | 7      |
| 2      | Thailand            | 1    | 0      | 2      | 3      |
| 3      | Volksrepublik China | 0    | 4      | 1      | 5      |
| 4      | Chinesisch Taipeh   | 0    | 1      | 3      | 4      |
| 5      | Russland            | 0    | 1      | 1      | 2      |
| 6      | Malaysia            | 0    | 0      | 3      | 3      |
| Gesamt | Gesamt              | 6    | 6      | 12     | 24     |